# Albert Renaud
Albert Roméo Renaud (Ottawa, 2 oktober 1920 - Ottawa, 20 december 2012) was een Canadees ijshockeyer. 
Renaud was namens de Royal Canadian Air Force betrokken in de Tweede Wereldoorlog.
Renaud was lid van de Canadese ploeg tijdens de Olympische Winterspelen 1948. Renaud maakte vier doelpunten in acht wedstrijden. Met zijn ploeggenoten nam Renaud de gouden in ontvangst.